# Ilya Aleksandrovich Bannov
Ilya Aleksandrovich Bannov (tiếng Nga: Илья Александрович Баннов; sinh ngày 17 tháng 6 năm 1989) là một cầu thủ bóng đá người Nga. Anh thi đấu cho SFC CRFSO Smolensk.

## Sự nghiệp câu lạc bộ
Anh ra mắt chuyên nghiệp tại Russian Second Division năm 2008 cho F.K. Zenit-2 St. Petersburg.